# Спутниковая группировка

Система GPS требует, чтобы 24 спутника были распределены поровну между шестью орбитальными плоскостями.

Спутниковая группировка — это группа искусственных спутников, работающих вместе как система. В отличие от одного спутника, группировка может обеспечивать постоянное глобальное покрытие, так что в любое время в любой точке Земли виден по крайней мере один спутник. Спутники обычно размещаются в наборах дополнительных орбитальных плоскостей и подключаются к равномерно распределенным по земной поверхности земным станциям. Они также могут использовать межспутниковую связь.

## Обзор

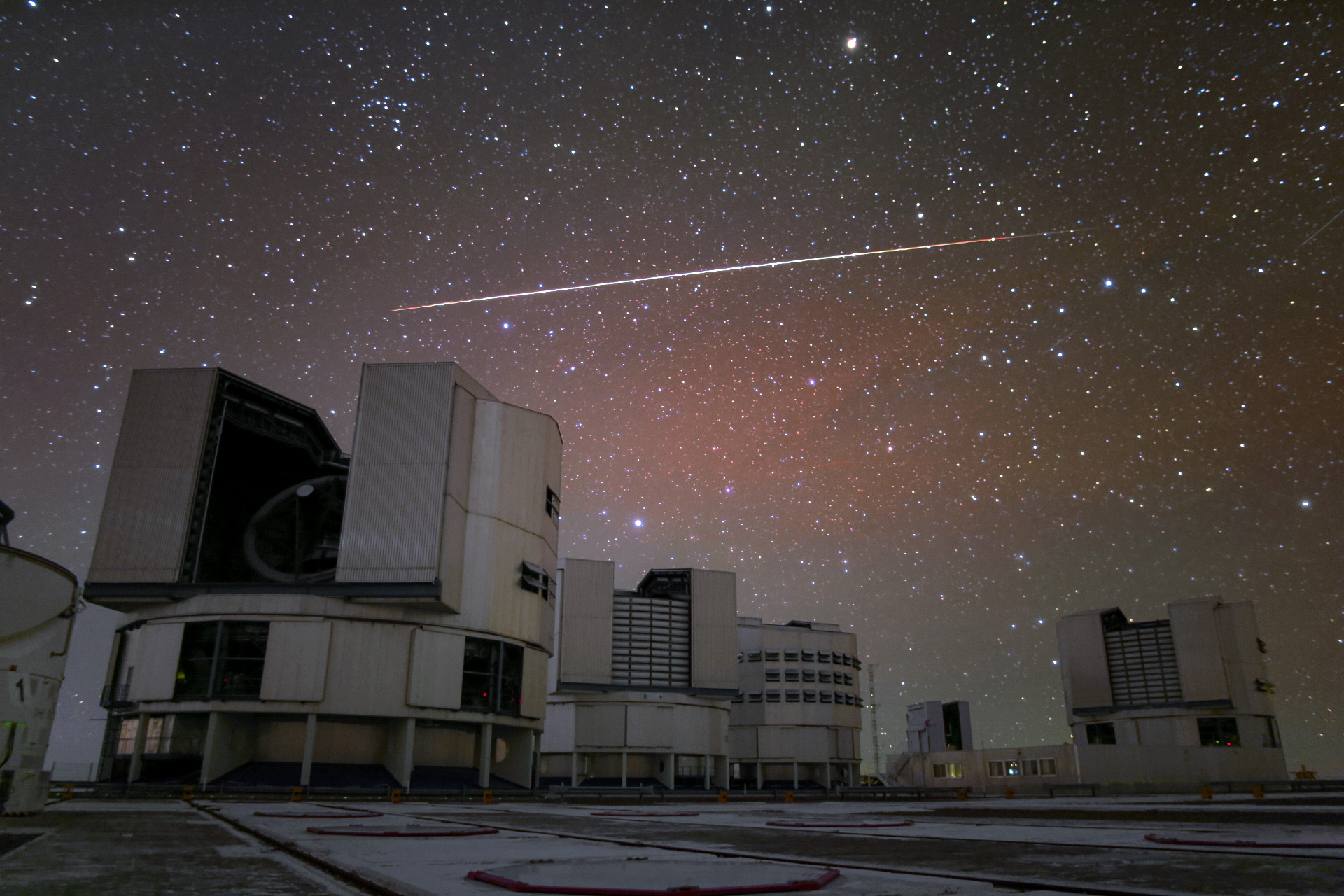
Яркая вспышка искусственного спутника видна над Очень большим телескопом. Созвездия спутников, возможно, окажут влияние на наземную астрономию.

Спутники на средней и низкой околоземной орбите часто развертываются в спутниковых группировках, поскольку зона покрытия, обеспечиваемая одним спутником, охватывает только небольшую область, которая перемещается по мере движения спутника с высокой угловой скоростью, необходимой для удержания его на орбите. Для непрерывного покрытия территории требуется много спутников, в отличие от геостационарных спутников, где один спутник, находящийся на гораздо большей высоте и движущийся с угловой скоростью, равной скорости вращения Земли, обеспечивает постоянное покрытие большой площади.
Для некоторых областей применения, в частности для цифровой связи, меньшая высота спутниковых группировок обеспечивает преимущества по сравнению с геостационарным спутником благодаря меньшим затратам на пути к орбите и меньшей задержкой передачи сигнала. Задержка во время передачи данных по интернет-протоколу в оба конца через геостационарный спутник может составлять более 600 мс, но не более 125 мс для спутника на средней орбите или 30 мс для системы на низкой орбите.
Спутниковые группировки включают в себя Глобальную систему позиционирования (GPS), системы Galileo и ГЛОНАСС для навигации и геодезии, операторов спутниковой связи Iridium и Globalstar и службу обмена сообщениями Orbcomm, Disaster Monitoring Constellation и RapidEye для дистанционного зондирования на солнечно-синхронной орбите, российские спутники связи «Молния» и «Тундра» на высокой эллиптической орбите, а также группы спутников широкополосной связи, запущенные Starlink и OneWeb.

## Разработка
Существует большое количество группировок, каждая из которых выполняет определённую миссию. Обычно группировки спроектированы таким образом, чтобы спутники имели одинаковые орбиты, эксцентриситет и наклон, так что любые возмущения влияют на каждый спутник примерно одинаково. Таким образом, геометрия может быть сохранена без чрезмерного технического обслуживания станции. Таким образом, снижается расход топлива и, следовательно, увеличивается срок службы спутников. Другое соображение состоит в том, что позиция каждого спутника в орбитальной плоскости обеспечивает достаточное расстояние, чтобы избежать столкновений или помех на пересечениях орбитальной плоскости. Круговые орбиты популярны, потому что в этом случае спутник находится на постоянной высоте, что требует постоянной мощности сигнала для связи. Класс геометрий круговой орбиты, который стал популярным, называется Дельта паттерн Уокера. Он имеет соответствующую нотацию для описания, предложенную Джоном Уокером:
Его обозначение таково:
i: t/p/f;
где i — угол наклона, t — общее количество спутников, p — количество плоскостей, расположенных на равном расстоянии друг от друга, и f — относительное расстояние между спутниками в соседних плоскостях. Изменение истинной аномалии (в градусах) для эквивалентных спутников в соседних плоскостях равно f × 360/t.

Например, навигационная система Галилео представляет собой группировку Дельта Уокера 56°: 24/3/1. Это означает, что имеется 24 спутника в 3 плоскостях, наклоненных под углом 56 градусов, охватывающих 360 градусов вокруг экватора. «1» определяет фазировку между плоскостями и то, как они расположены. Дельта Уокера также известна как розетка Балларда, после аналогичной более ранней работы А. Г. Балларда. Обозначение Балларда (t, p, m), где m кратно дробному смещению между плоскостями.